# Marián Tvrdoň
Marián Tvrdoň (* 18. srpna 1994 Nitra) je slovenský profesionální fotbalový brankář, který chytá za český klub FC Viktoria Plzeň.

## Klubová kariéra
Tvrdoň je odchovancem Nitry. V mládeži nastupoval i v dresu ViOnu Zlaté Moravce.

### Ústí nad Labem
V létě roku 2014 se přesunul do Česka, kdy přestoupil do Ústí nad Labem. V dresu druholigového klubu debutoval 30. srpna 2015, kdy se objevil v základní sestavě utkání druhého kola českého poháru proti Kolínu. V lize odbyl svůj debut 24. října, když v 60. minutě utkání proti Baníku Sokolov nahradil zraněného Zdeňka Zachardu. V dresu Ústí nad Labem nastoupil Tvrdoň ve své první sezóně mezi muži do 12 soutěžních utkání a udržel 1 čisté konto.
V následující sezóně byl Tvrdoň brankářskou jedničkou Ústí, odchytal 21 utkání a pomohl týmu ke konečné osmé příčce.
V ročníku 2017/18 přišel do klubu bývalý ligový brankář Petr Vašek, a tak Tvrdoň plnil roli brankářské dvojky. V lednu 2018 zamířil na půlroční hostování do třetiligového Sokolu Brozany.
Po návratu do Ústí v létě 2018 bojoval o místo mezi třemi tyčemi s novým brankářem s prvoligovými zkušenostmi, Jiřím Lindrem. Tvrdoň dostal příležitost v jarní části sezóny, odchytal 15 soutěžních utkání a udržel tři čistá konta.
V sezóně 2019/20 se Tvrdoň stal neotřesitelnou brankářskou jedničkou, nastoupil do 26 utkání a udržel osm čistých kont, kterými pomohl Ústí ke konečné 7. příčce.
O místo v sestavě nepřišel ani v ročníku 2020/21, ve kterém odchytal 24 zápasů a 11 čistými konty přispěl k páté příčce a za své výkony byl odměněn výhrou v anketě pro nejlepšího brankáře druhé ligy.

### Viktoria Plzeň
V létě 2021 přestoupil do prvoligové Plzně, kde podepsal tříletou smlouvu. V západočeském týmu byl brankářskou jedničkou Aleš Hruška, kterého v průběhu sezóny nahradil Jindřich Staněk. Tvrdoň tak pravidelně chytal za třetiligovou rezervu. Svůj debut v A-týmu a v české nejvyšší soutěži si Tvrdoň odbyl 26. února 2022 při výhře 4:0 nad Pardubicemi. V sezóně nastoupil ještě do utkání posledního kola proti Baníku Ostrava (výhra 1:0). S Plzní slavil ve své první sezóně v klubu zisk ligového titulu.
V sezóně 2022/23 plnil Tvrdoň roli brankářské dvojky za Staňkem. 1. října dostal Tvrdoň příležitost při zranění Staňka v utkání 10. kola proti Bohemians 1905 a svým výkonem přispěl k remíze 1:1. O tři dny později si odbyl svůj debut v pohárové Evropě, když nastoupil do utkání základní skupiny Ligy mistrů na půdě Bayernu Mnichov. Zápas skončil vysokou prohrou Plzně 0:5. 20. května dostal Tvrdoň další příležitost, když byl trenérem Michalem Bílkem nominován do utkání proti pražské Slavii. Ve 14. minutě zápasu mu ale na ruku šlápl Matěj Jurásek, Tvrdoň musel předčasně opustit hru a sezóna pro něj skončila.
Kvůli zranění vynechal Tvrdoň začátek sezóny 2023/24. V brance se poprvé v sezóně objevil 24. září, když v úvodu ligového utkání proti Pardubicím vystřídal zraněného Staňka. 8. října se v duelu proti Jablonci opět brankář Staněk zranil a v závěru utkání dostal šanci opět Tvrdoň. Nastoupil i do dalšího kola proti Slovanu Liberec, po nepovedeném výkonu a prohře 0:3 však o místo v brance přišel a 29. října si odbyl svůj debut mladičký brankář Viktor Baier. Po lednovém odchodu Jindřicha Staňka do pražské Slavie se novou brankářskou jedničkou stal Martin Jedlička. Tvrdoň v sezóně odchytal dohromady 5 utkání a udržel dvě čistá konta.
Na začátku sezóny 2024/25 byl Tvrdoň brankářskou dvojkou za Jedličkou. Ten se však na začátku srpna zranil a do branky se tak dostal Tvrdoň. 3. srpna vychytal čisté konto při bezbrankové remíze s Jabloncem a o tři dny později pomohl Plzni k výhře 2:1 nad ukrajinským Kryvbasem ve třetím předkole Evropské ligy. 11. srpna asistoval na branku Daniela Vašulína při vysoké výhře 5:0 nad Karvinou, o čtyři dny později udržel čisté konto při výhře 1:0 nad Kryvbasem a 18. srpna přispěl několika důležitými zákroky k výhře 3:0 nad Českými Budějovicemi.